# Lyari
Il fiume Lyari (in arabo دریائے لیاری‎?) è un piccolo torrente effimero che scorre attraverso la megalopoli pakistana di Karachi da nord-est al centro e sfocia nelle acque del Mar Arabico. Si tratta di uno dei due fiumi di Karachi, l'altro è fiume Malir. Il fiume è lungo circa 50 chilometri. Esso nasce da un bacino idrografico che raccoglie le acque piovane.

## Storia
Fino al 1950, il fiume aveva acqua pulita e pesci, con attività agricole sulle sue sponde. Tuttavia, dopo l'indipendenza del Pakistan dal colonialismo britannico nel 1947, quando Karachi è stato annunciato come la capitale del nuovo paese, un grande afflusso di profughi provenienti da diversi stati indiani così come da altre province del Pakistan è venuto a vivere in città. Con la rapida crescita dell'economia della città, dell'industria e della popolazione, l'ecologia del fiume è stata trasformata e sono aumentati gli scarichi delle acque reflue, dei liquami e dei reflui industriali nel torrente.

## Opere di riqualificazione urbana lungo il fiume
Con molti insediamenti abusivi creati nei dintorni del fiume, le inondazioni occasionali hanno causato perdite umane e di proprietà. Soprattutto, dopo la devastazione causata dalle piogge torrenziali nel 1977, è stato necessario costruire argini lungo il fiume. Tuttavia nel 1990 ci sono state altre inondazioni. Nel 1986, è stata fatta una proposta per costruire una superstrada sulle sue sponde che attraversasse la città.

### Autostrada

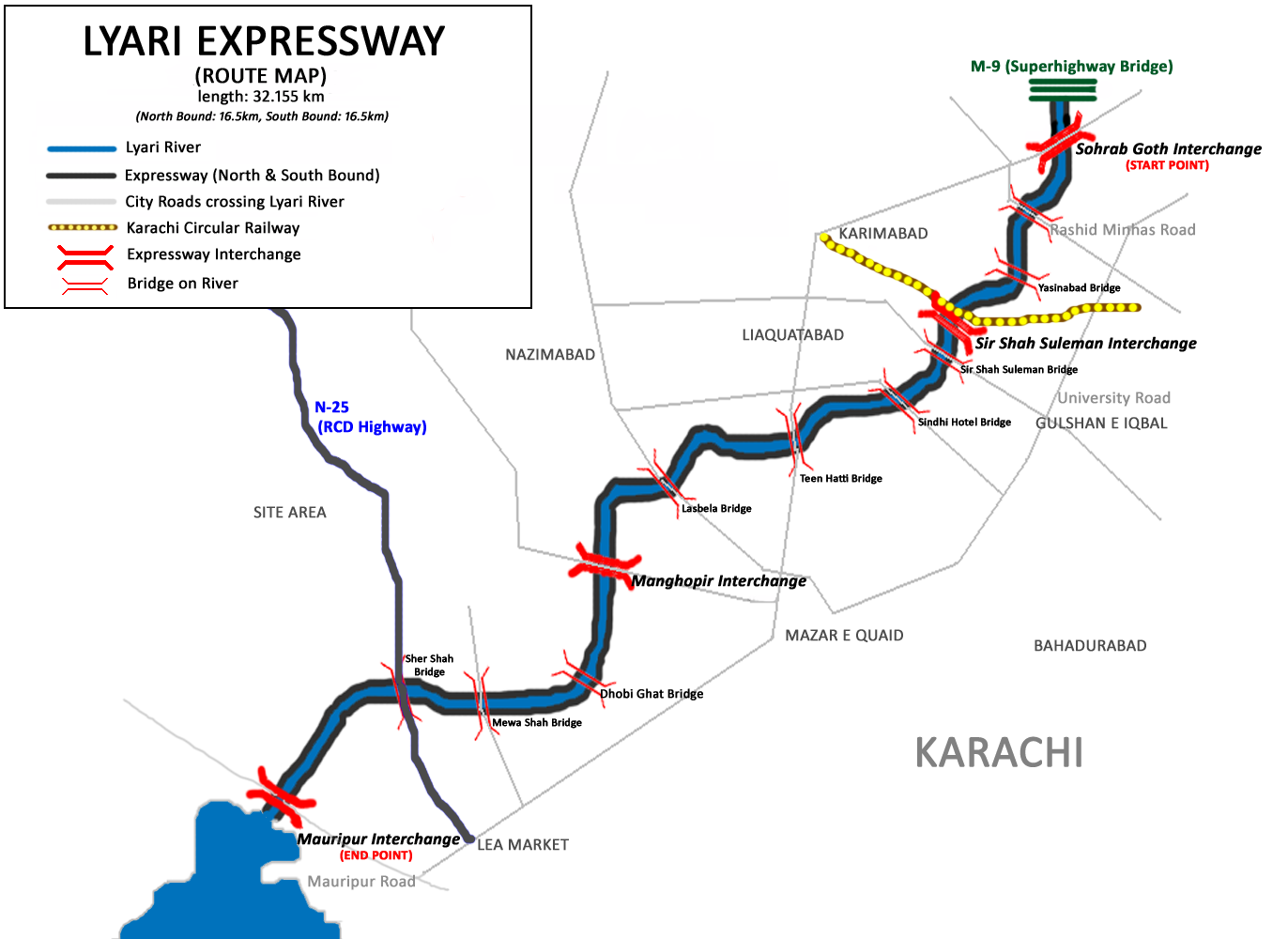
Mappa del progetto dell'autostrada di Lyari

Il progetto dell'autostrada comprende un tratto di 16,5 km di sopraelevata che corre lungo entrambi i lati del fiume e che attraversa la città di Karachi Port, come estensione alla tangenziale nord. I lavori sono iniziati nel 2002 senza alcun consenso pubblico, causando la demolizione di molte case e scuole con la motivazione che erano insediamenti abusivi.
Le misure sono state fortemente discusse dalle popolazioni interessate, dalle organizzazioni della società civile e delle Organizzazioni non governative per il fatto che almeno 200.000 famiglie avrebbero dovuto essere spostate dai siti di sviluppo oltre che per i costi economici e ambientali. Per questo motivo sono state fatte altre proposte per la costruzione dell'autostrada da parte di organizzazioni locali. Tuttavia, il progetto è proseguito con il progetto di reinsediamento, che prevedeva un piano di delocalizzazione per spostare le famiglie interessate dalla costruzione dell'autostrada in aree appositamente costruite nella baia di Hawk's e a Taiser, nella periferia della città.

### Altri sviluppi ed ampliamenti
A parte lo sfratto e il reinsediamento delle molte famiglie a causa della costruzione dell'autostrada, in altre città lungo il fiume come Gulberg, Nord Nazimabad, Saddar, Jamshed, Gulshan-e-Iqbal e Liaquatabad i piani di riqualificazione sono stati effettuati secondo lo schema di sviluppo del fiume Lyari.

## Inquinamento
Il fiume è il principale immissario di sostanze reflue nel mar Arabico, con un importo stimato di 909.000.000 di litri. L'unica entrata non-salina è il locale di deflusso delle precipitazioni. Un gran numero di settori economici, tra cui il farmaceutico, il petrolchimico, il chimico, il tessile, le raffinerie e le industrie cartarie, opere di ingegneria e centrali termoelettriche che si trovano lungo il fiume, scaricano regolarmente i loro rifiuti industriali non trattati nel fiume. Con la crescente quantità di sostanze organiche fertilizzanti nell'acqua del fiume, l'ecologia marina lungo la scarpata costiera è stata colpita in modo allarmante. Le sostanze inquinanti insieme ad altre perturbazioni ambientali hanno anche dimostrato di essere dannosi per la biodiversità di specie marine lungo il porto peschereccio di Karachi, tra cui le tartarughe verdi, gli uccelli e i mammiferi marini.